# BAWAG
Die BAWAG P.S.K. Bank für Arbeit und Wirtschaft und Österreichische Postsparkasse Aktiengesellschaft mit Sitz in Wien ist ein Kreditinstitut und wurde am 18. Dezember 2000 als Kapital & Wert Bank Aktiengesellschaft in Österreich als hundertprozentige Tochtergesellschaft der damaligen BAWAG gegründet. Sie entstand mit Verschmelzungsvertrag vom 1. August 2005 mit gleichzeitiger Umfirmierung zur BAWAG P.S.K. durch Fusion der Bank für Arbeit und Wirtschaft (BAWAG) mit der Österreichischen Postsparkasse (P.S.K.). Sie ist an der Bilanzsumme gemessen die viertgrößte Bank Österreichs. Seit Juli 2022 firmiert die Bank nur noch als BAWAG.
Nach dem Börsengang im Oktober 2017 und weiteren Verkäufen befanden sich 48,7 % der Aktien im Streubesitz. Aktuell befinden sich die Anteile mehrheitlich im Streubesitz. (https://www.bawaggroup.com/en/investor-relations/share-information/shareholder-structure)
2006 geriet die BAWAG wegen eines Finanzskandals (BAWAG-Affäre), bei dem die Bank rund 3,5 Mrd. Euro verlor, in eine gravierende Schieflage und musste durch eine milliardenschwere Auffangaktion des Staates vor dem Konkurs gerettet werden. Die Bonität der Bank wurde in der Folge von der Rating-Agentur Moody’s mehrmals zurückgestuft.
Die Bank ist als Rechtsnachfolgerin der Postsparkasse die Hausbank der Republik Österreich (§ 111 Bundeshaushaltsgesetz).

## Geschichte

### Österreichische Postsparkasse

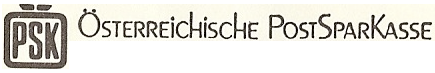
Altes Logo der P.S.K.

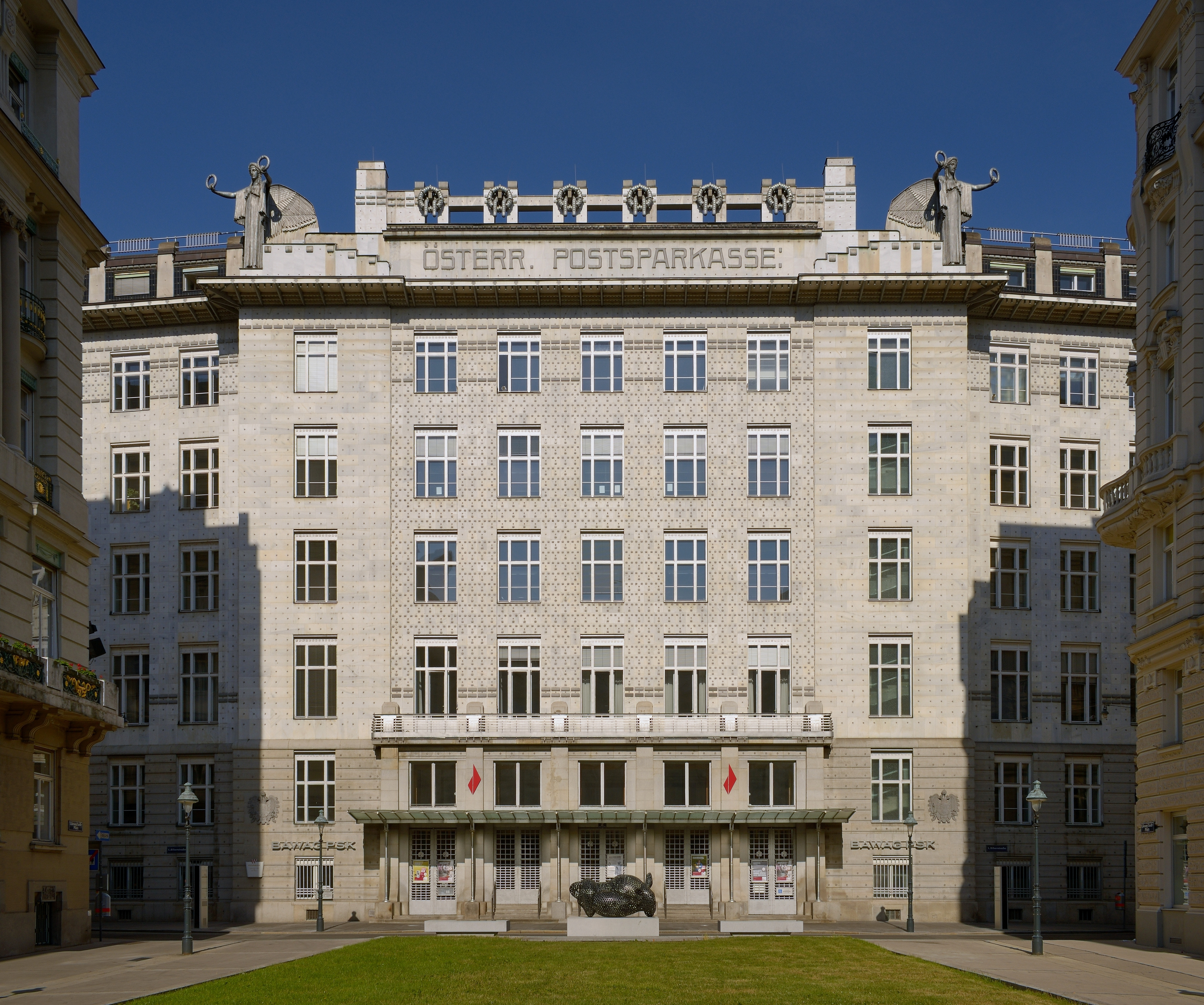
Wiener Postsparkasse, erbaut von Otto Wagner

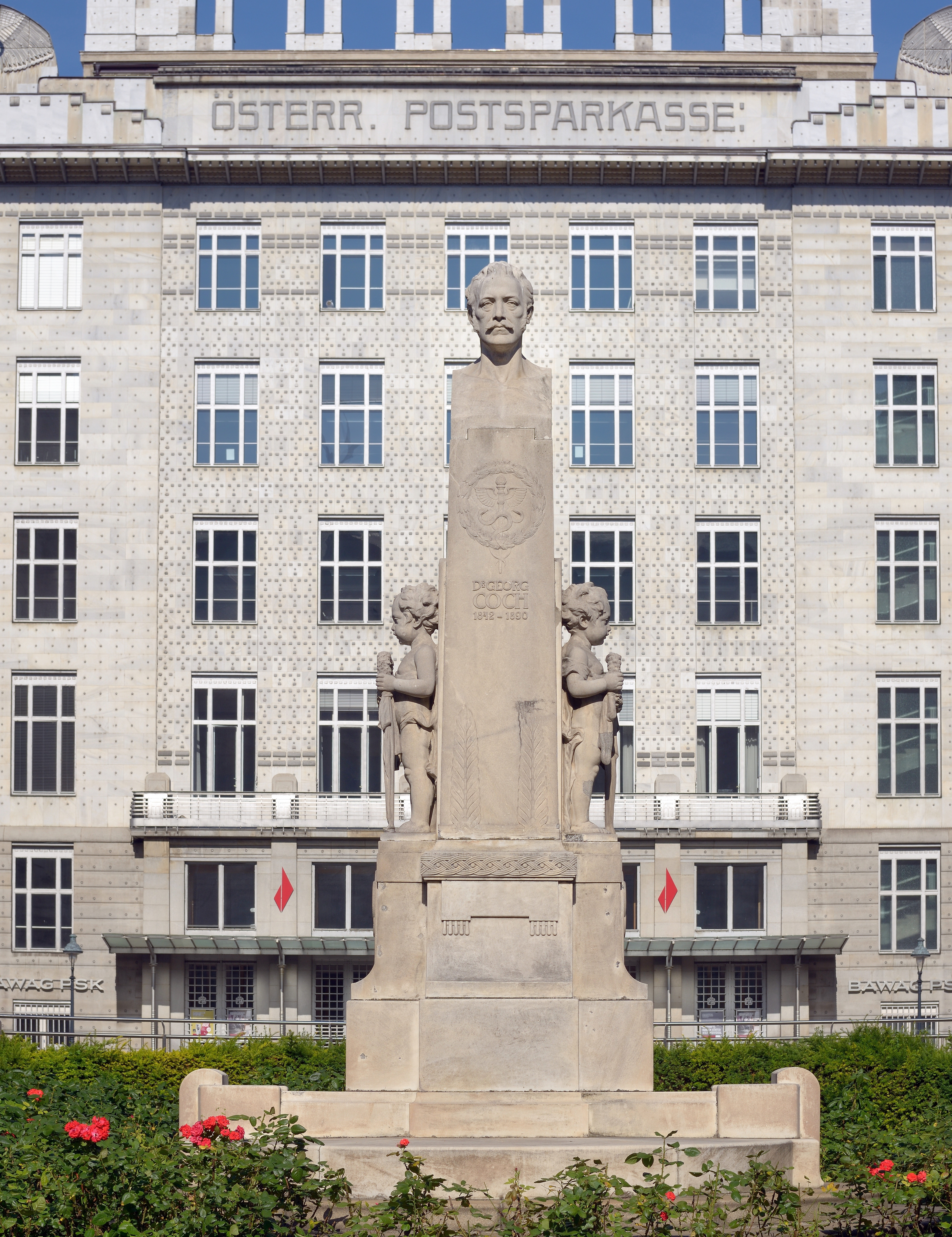
Denkmal für Georg Coch, Gründer der Postsparkasse

Die Österreichische Postsparkasse (P.S.K.) war eine der größten Banken Österreichs und wurde aufgrund eines Gesetzes aus dem Jahre 1882 gegründet. Im Jahr 1883 nahmen fast 4.000 Postämter den Postsparkassendienst auf. Wesentliche Impulse erhielt das österreichische Postsparwesen durch Georg Coch. In der Ersten Republik geriet das staatseigene Kreditinstitut im Rahmen des 1926 aufgebrochenen Postsparkassenskandals ins Gerede, bei dem es um verlustreiche Börsenspekulationen in Effekten und Devisen, vielfach im Zusammenwirken mit dem Großspekulanten Siegmund Bosel ging. In diesem Zusammenhang emigrierte auch der kurzzeitige Finanzminister Jakob Ahrer zeitweilig nach Kuba.
Im Jahr 1906 wurde das nach den Plänen von Otto Wagner gebaute neue Hauptgebäude am Georg-Coch-Platz in Wien bezogen, welches zu den bedeutendsten Jugendstilgebäuden Österreichs zählt.

### Bank für Arbeit und Wirtschaft

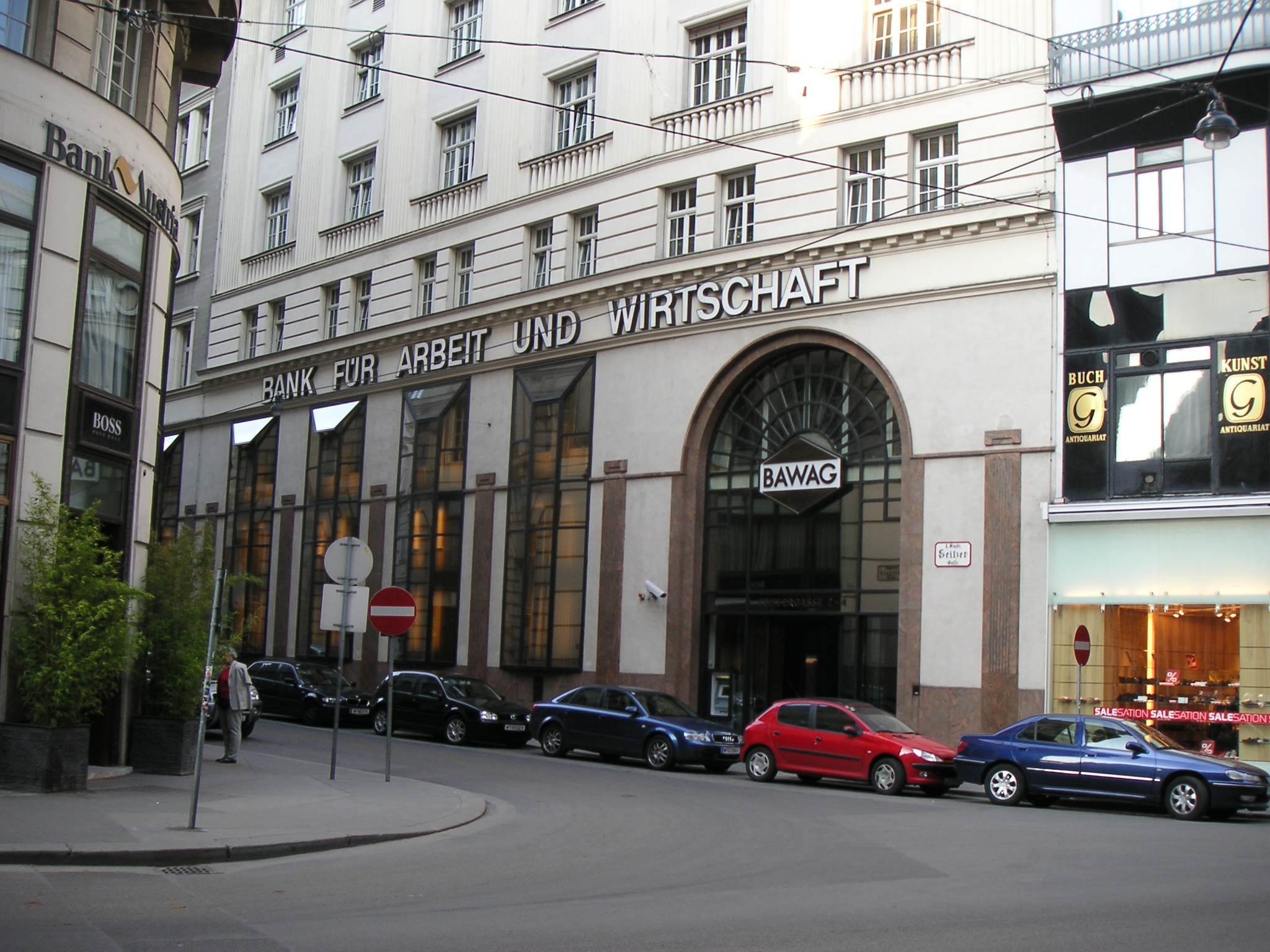
Ehemalige BAWAG-Zentrale in der Seitzergasse in Wien

Die Bank wurde 1922 vom vormaligen Staatskanzler, dem Sozialdemokraten Karl Renner, als „Arbeiterbank“ gegründet, weniger mit dem Ziel, Arbeitern günstige Kredite zu verschaffen, „sondern um den Organisationen und Instituten der Arbeiterklasse ein Hilfsinstitut zu schaffen, das ihnen die Benützung kapitalistischer Institutionen erspart“ (Zitat Karl Renner). Sie löste damit den seit 1913 bestehenden Kreditverband der österreichischen Arbeitervereinigungen ab. An der „Arbeiterbank AG“, besaßen die sozialistischen Gewerkschaften und die Großeinkaufsgesellschaft für österreichische Consumvereine (GÖC) jeweils einen Anteil von 40 Prozent. 1934 wurde die Bank vom austrofaschistischen Ständestaat aufgelöst.
Nach dem Zweiten Weltkrieg im Jahre 1947 wiedergegründet, erreichte die im Jahre 1963 in Bank für Arbeit und Wirtschaft bzw. abgekürzt BAWAG umbenannte Bank ab den siebziger Jahren einen großen Kundenkreis. Dabei wurde das Zweigstellennetz stark ausgebaut. Populäre Produkte der Bank waren und sind das Kapitalsparbuch (Fixzinssparbuch mit verschiedenen vorgegebenen Laufzeiten) und der Betriebsratskredit (ein über die Betriebsräte österreichischer Unternehmungen für die Mitarbeiter vermittelter Privatkredit).
Hauptaktionär war von der Neugründung an der Österreichische Gewerkschaftsbund ÖGB (70 %) gemeinsam mit den Konsum-Genossenschaften (30 %). Nach der Insolvenz des Konsum 1995 übernahm die Bayerische Landesbank dessen Anteile und erhöhte sie auf 46 %. 2004 stieg die BayernLB jedoch aus der BAWAG aus und verkaufte ihre Anteile an den ÖGB, der nun Alleinaktionär der BAWAG war.
Obwohl die BAWAG in den vergangenen Jahren mehrere Zukäufe in Tschechien, der Slowakei, Ungarn und Malta tätigte, liegt der Geschäftsschwerpunkt, im Gegensatz zu anderen österreichischen Banken (Bank Austria, Erste Bank, Raiffeisen Zentralbank), nach wie vor in Österreich. Nach der Übernahme der BAWAG durch den US-Fonds Cerberus wurden die meisten Auslandsbanken verkauft.
Am 14. Mai 2007 wurde die BAWAG P.S.K. endgültig vom US-Fonds Cerberus übernommen (siehe BAWAG-Verkauf).
Gleichzeitig wurde bekanntgegeben, dass der mit der Post bestehende Kooperationsvertrag zum Vertrieb von Finanzdienstleistungen über die 1334 Post-Filialen um drei Jahre bis 2015 verlängert wird. Der Vertrieb von Finanzdienstleistungsprodukten über die Post soll verstärkt ausgebaut werden. 2018 wurde dann die Auflösung dieser Kooperation bekannt gegeben und die Post musste damit beginnen die Filialen zu räumen.

### Fusion zur BAWAG P.S.K.

Altes Logo der BAWAG P.S.K. mit den kombinierten Logos der beiden Banken

Im Jahr 2000 kaufte die BAWAG von der Republik Österreich 74,82 % der Anteile der Österreichischen Postsparkasse (P.S.K.), die Finanzdienstleistungen über das Filialnetz der österreichischen Post anbietet. Mit November 2003 übernahm die BAWAG die restlichen 25,18 %, die seit 2000 eine Tochtergesellschaft der Bayerischen Landesbank und des ÖGB gehalten hatte. Im Jahre 2005 fusionierte die BAWAG endgültig mit der P.S.K. und es entstand die BAWAG P.S.K. als viertgrößte Bankengruppe Österreichs. Im Zuge dieser endgültigen Verschmelzung der BAWAG mit der P.S.K. im Jahre 2005 wurde die „alte“ BAWAG auf Anteilsverwaltung BAWAG P.S.K. AG (AVB) umfirmiert und wurde zur Finanzholding, über welche der ÖGB seine Anteile an der BAWAG P.S.K. hielt. Dabei wurde vom damaligen BAWAG-Management beschlossen, so viele Eigenmittel wie möglich von der Mutterholding AVB in die operativ tätige Bank zu transferieren. So kamen schließlich die 1,531 Milliarden Euro Schulden des ÖGB bei der AVB zustande, die erst im Juni 2006 der Öffentlichkeit bekannt wurden. ÖGB-Präsident Rudolf Hundstorfer, der im September 2005 die Verschmelzungsverträge in Vertretung des damaligen ÖGB-Präsidenten abgesegnet hatte, hatte nach eigener Aussage damals keine Kenntnis von dieser Transaktion, aus der letztendlich tiefgreifende Folgen für den ÖGB resultierten.

### Die BAWAG-Affäre
Hauptartikel: BAWAG-Affäre
Im März 2006 gab die Finanzmarktaufsichtsbehörde bekannt, dass neben den Krediten an die Firma Refco auch die hoch riskanten „Karibik-Geschäfte“ der BAWAG, die im Zuge der Ermittlungen des Refco-Kreditdebakels bekannt wurden, einer Prüfung unterzogen würden. Laut Zeitungsberichten sollte bei diesen „Karibik-Geschäften“ in den Jahren 1995 bis 2000 rund eine Milliarde Euro Verlust entstanden sein.
Bei diesen „Karibik-Geschäften“ handelte es sich um riskante Veranlagungen, vor allem in Form von Zins- und Währungs-Swaps in beträchtlicher Volumenshöhe. Im Zuge dieser Geschäfte und besonders bei der Verschleierung der eingetretenen riesigen Verluste gründete man Briefkastenfirmen, die auf steuervermeidenden Karibikinseln, speziell in Anguilla, ihren Sitz hatten – daher der Name des Debakels. Für die Bilanz 2000 verlangten die Wirtschaftsprüfer der BAWAG eine Garantie für die Werthaltigkeit der Kredite an die vielen Stiftungen und Gesellschaften, in denen die „Karibik-Verluste“ versteckt waren. Dieses Problem konnte nur durch eine Garantieerklärung des ÖGB überbrückt werden. Der damalige ÖGB-Präsident Fritz Verzetnitsch erteilte die Garantie ohne Information, geschweige denn Zustimmung der hierfür zuständigen Organe (Aufsichtsrat der BAWAG bzw. Präsidium des ÖGB) und verwendete dazu als Besicherung den sogenannten Streikfonds des ÖGB, der durch Zahlungen aus Mitgliedsbeiträgen laufend gespeist wird.
Auf einer Pressekonferenz am 24. März 2006 bestätigte der BAWAG-Aufsichtsratsvorsitzende Günter Weninger diese Vorwürfe und kündigte gleichzeitig seinen Rücktritt von den Funktionen in der BAWAG und im ÖGB an. Am 27. März 2006 führte die Affäre zum Rücktritt des ÖGB-Präsidenten Fritz Verzetnitsch.
Nach einem rund ein Jahr dauernden Gerichtsverfahren wurden am 4. Juli 2008 alle neun Angeklagten schuldig gesprochen und zu zum Teil unbedingten Haftstrafen verurteilt.
Der Hauptangeklagte Helmut Elsner wurde wegen Untreue und Betrugs zu neuneinhalb Jahren Haft verurteilt. Das Strafmaß für den früheren Vorstandschef der Bank lag damit nur knapp unter der möglichen Höchststrafe für Untreue. Elsners Nachfolger im Amt, Johann Zwettler, erhielt eine fünfjährige Haftstrafe. Der in den USA lebende Spekulant Wolfgang Flöttl, der innerhalb weniger Jahre bei Spekulationsgeschäften der Bank mehrere Milliarden Euro verspielt hatte, wurde zu zweieinhalb Jahren zum Teil auf Bewährung verurteilt.
Der Oberste Gerichtshof verkündete am 23. Dezember 2010, dass er der Nichtigkeitsbeschwerde des ehemaligen BAWAG-Generaldirektors Helmut Elsner gegen seine erstinstanzliche Verurteilung teilweise stattgegeben habe. Dennoch wurde Elsner gleichzeitig zu einer insgesamt zehnjährigen Freiheitsstrafe verurteilt, was der gesetzlich vorgesehenen Höchststrafe entsprach. Die vom Erstgericht über Elsners Nachfolger Johann Zwettler verhängte Freiheitsstrafe wurde vom Höchstgericht bestätigt.
Die Urteile gegen die Mitangeklagten wurden aufgehoben und zum Teil an das Erstgericht zurückverwiesen.

### BAWAG-Verkauf
Am 30. März 2006 beschloss der BAWAG-Eigentümer ÖGB, sich von der Bank komplett zu trennen. Es gab heftige Diskussionen, ob der ÖGB nicht doch zumindest Minderheitseigentümer bleiben sollte. Die durch das BAWAG-Debakel ausgelöste schlechte finanzielle Situation des ÖGB ließ eine andere Lösung als den Totalverkauf aber nicht zu.
Am 20. April 2006 wurde die US-amerikanische Investmentbank Morgan Stanley beauftragt, potenzielle Käufer ausfindig zu machen. Die Bewerbungsfrist für den Kauf der BAWAG P.S.K. endete am 8. September 2006. Es waren eine Reihe von Offerten bei Morgan Stanley eingelangt.
Am 20. November 2006 wurde von Morgan Stanley und ÖGB entschieden, dass vier Bieter in die Endrunde kommen, mit denen weiterverhandelt wurde. Darunter waren die Bayerische Landesbank, die Allianz (die aber anonym bleiben wollte), der US-Fonds Cerberus mit Partnern und die US-amerikanische Lone Star.
Am 14. Dezember 2006 wurde das Ergebnis des Bieterverfahrens bekanntgegeben. Der Zuschlag ging an das Konsortium des US-Fonds Cerberus, der beabsichtigte, die BAWAG P.S.K. erfolgreich zu sanieren und nach einigen Jahren seinen Anteil gewinnbringend wieder über die Börse zu verkaufen.
Am 14. Mai 2007 wurde die BAWAG-P.S.K. endgültig vom US-Fonds Cerberus übernommen. Cerberus erhielt 90 Prozent an der Bank, die restlichen zehn Prozent gingen an österreichische Unternehmen. Neben der Österreichischen Post, die 5 Prozent an der BAWAG bekam, wurden die Generali Versicherung im Ausmaß von 2 bis 3 Prozent, die Industriellen-Gruppe rund um Hannes Androsch mit 1,5 bis 2 Prozent und die Wüstenrot-Gruppe mit rund einem Prozent beteiligt. Die Post, Generali und Wüstenrot sind in erster Linie an einer Vertriebszusammenarbeit mit der BAWAG P.S.K. interessiert.
Die Käufer bezahlten insgesamt 3,2 Mrd. Euro für die Bank, wobei 2,6 Mrd. Euro als Verkaufserlös an den ÖGB gingen, der damit seine Schulden abbauen und die Inanspruchnahme der Haftung der Republik Österreich vermeiden konnte. Weitere 600 Mio. Euro flossen als Kapitalspritze in die BAWAG P.S.K.
Im Jahr 2012 erwarb GoldenTree Asset Management LP, ein US-Finanzinvestor, einen Anteil an der BAWAG P.S.K. von ca. 39 % vom US-Fonds Cerberus und ist seither ein großer Minderheitsaktionär.

### Diskriminierungsaffäre 2007
Am 13. April 2007 geriet die BAWAG P.S.K. wegen einer Diskriminierungsaffäre in die Schlagzeilen, weil die Konten von etwa 200 „kubanischstämmigen“ Privatkunden (laut Presseberichten ungeachtet der österreichischen Staatsbürgerschaft) mit Verweis auf ihre Abstammung aufgekündigt wurden. Dies sei damit begründet worden, dass der neue US-Eigentümer keine Geschäftsbeziehungen mit „Kubanischstämmigen“ wünsche (konkret wurde auf den Helms-Burton Act Bezug genommen). Diesbezügliche Klagen wurden bereits angekündigt. Die Affäre zog eine Debatte nach sich, in der als schwerwiegende Konsequenz bereits der Abzug der österreichischen Staatskonten aus der BAWAG gefordert wird. Am 26. April wurde von Außenministerin Ursula Plassnik ein Verwaltungsstrafverfahren gegen die BAWAG eingeleitet, das sich auf die EG-Verordnung Nr. 2271/96 „zum Schutz vor den Auswirkungen der extraterritorialen Anwendung von einem Drittland erlassener Rechtsakte sowie von darauf beruhenden oder sich daraus ergebenden Maßnahmen“ stützt. Laut dem Rechtsprofessor Heinz Mayer könne jeder Geschäftsstellenleiter und jedes Vorstandsmitglied (als Anstifter) für jede einzelne Kündigung bestraft werden, wobei der Strafrahmen bis zu 72.673 Euro (eine Million Schilling) betrage und die Strafe – ähnlich wie bei Falschparken – auch öfters verhängt werden könne.
Laut einer Presseaussendung der BAWAG sind seit 4. Mai 2007 kubanische Kunden doch wieder willkommen. Cerberus erhielt vom US-Finanzministerium eine diesbezügliche Ausnahmegenehmigung.

### Neustrukturierungen 2007
Bei der Neuordnung der BAWAG P.S.K. durch den neuen Eigentümer Cerberus entschied man sich zunächst für einen Zwei-Marken-Marktauftritt von BAWAG und PSK Bank. Die Bank-Vertriebslinie in den österreichischen Postämtern erfolgte unter der Bezeichnung „PSK Bank“. Gleichzeitig wurde für beide Marken ein neues Logo kreiert. Schon im Laufe des Jahres 2010 wurde diese Strategie zugunsten einer Ein-Marken-Strategie aufgegeben. Bis 2012 sollen alle Filialen mit einheitlichem Logo unter BAWAG PSK firmieren.
Die 43%ige Beteiligung am österreichischen Fernsehsender ATV wurde verkauft. Ebenfalls verkauft wurde 2008 die slowakische Banktochter Istrobanka an das belgische Finanzunternehmen KBC Group und die BAWAG Bank CZ (Tschechien) an die Landesbank Baden-Württemberg. Die Klavierfabrik Bösendorfer wurde schon Ende 2007 an Yamaha verkauft.
2007 wurden die Versicherungstöchter, namentlich die BAWAG Versicherung AG und die P.S.K. Versicherung AG, zur BAWAG P.S.K. Versicherung fusioniert. Im Zusammenhang mit der Transaktion wurden 50,01 % der Anteile am neuen Versicherungsunternehmen an die Generali Gruppe Österreich veräußert.

### Staatliche Unterstützung
Im Zuge der Bankenkrise erhielt die BAWAG im Jahr 2009 von der Republik Österreich Partizipationskapital in Höhe von 550 Millionen Euro. Im Jahr 2013 wurden 200 Millionen an den Staat zurückgezahlt und im März 2014 die ausständigen 350 Millionen Euro an die Republik Österreich überwiesen. Insgesamt wurden 784 Millionen Euro (davon 234 Millionen an Dividenden) an den österreichischen Staat gezahlt.

### Börsengang 2017
Im Oktober 2017 erfolgte der Gang an die Wiener Börse. Der Emissionserlös betrug 1932 Millionen Euro, der Börsegang zählt damit zu den größten Wertpapieremissionen der Wiener Börse. Seit dem 25. Oktober 2017 werden die Aktien der BAWAG auf dem Prime Market in Wien gehandelt.

### Übernahme der deutschen Südwestbank
Gemäß einer Vereinbarung vom Juli 2017 übernahm die BAWAG die deutsche Südwestbank, deren Geschäftsgebiet in Baden-Württemberg liegt, von den bisherigen Eigentümern Andreas und Thomas Strüngmann. Die Südwestbank soll für eine weitere Expansion der BAWAG nach Deutschland als Plattform dienen.

### Übernahme des Privatkundengeschäfts der Barclays Bank Deutschland
Im Juli 2024 wurde bekannt, dass die BAWAG das deutsche Privatkundengeschäft der britischen Barclays Bank gekauft hat. Zum 1. Februar 2025 wurde die Übernahme offiziell vollzogen. Die ehemalige Unternehmensbezeichnung der in Hamburg ansässigen Niederlassung ist seit diesem Tag in die BAWAG AG Niederlassung Deutschland übergegangen. Die Marke Barclays wird allerdings zunächst weiterverwendet.

### Beendigung der Kooperation mit der Österreichischen Post AG
Beim Börsengang 2017 verlautbarte die Bawag P.S.K., dass sie den Kooperationsvertrag mit der Österreichischen Post AG kündigen wird. Im Februar 2018 wurde der geplante Ablauf präzisiert. Die Dienstleistungen der Bawag P.S.K. wurden bis 31. März 2020 in Filialen der Post angeboten. Seitdem bietet die BAWAG ihre Dienstleistungen in eigenen BAWAG Filialen und Beratungszentren an. Die Standortanzahl von BAWAG ist nach Beendigung der Kooperation mit der Österreichischen Post AG um 70 % gesunken.

## Sitz des Unternehmens
Aktueller Unternehmenssitz ist der sogenannte „B-Turm“ im The Icon Vienna der Signa Holding beim Wiener Hauptbahnhof mit der Adresse Wiedner Gürtel 11 im 10. Bezirk Favoriten. Bis Februar 2019 war der Unternehmenssitz die denkmalgeschützte Wiener Postsparkasse am Georg-Coch-Platz 2. Die ebenfalls denkmalgeschützten Gebäude Bank- und Wohnhaus des früheren BAWAG-Unternehmenssitzes in der Seitzergasse 2–4 (Listeneintrag) sowie das Bankgebäude Tuchlauben 5 (ehemals Hochholzerhof, Listeneintrag) wurden neben anderen BAWAG-Immobilien, u. a. dem Tuchlaubenhof in der Tuchlauben 7 und 7a, an ein Konsortium um den Immobilieninvestor René Benko verkauft.

## Beteiligungen

### Österreich
- easybank (100 %)
- SPARDA Bank Wien (100 %) bis 31. Dezember 2008, da ab 1. Jänner 2009 in der BAWAG P.S.K. aufgegangen und ab diesem Zeitpunkt nur noch eine Marke
- Österreichische Verkehrskreditbank (100 %)
- BWA Beteiligungs- und Verwaltungs-AG (3,88 %, die BWA Beteiligungs- und Verwaltungs-AG hält 94,49 % an der Bausparkasse Wüstenrot; siehe Wüstenrot-Gruppe (Österreich))[34]
- Kontrollbank (5,09 %)
- Wiener Börse (2,44 %)
- Paylife (100 %)
- Austria Rail Engineering (50 %)
- VB Leasing (2015 erworben von der immigon Portfolioabbau AG, ehemals Österreichische Volksbanken-Aktiengesellschaft)[35]
- start:bausparkasse in Österreich (100 %, 2016 erworben)
- Hello Bank (Geschäftsaktivitäten der Marke am 1. Dezember 2021 von der BNP Paribas erworben, für eine Übergangsperiode wird das Geschäft weiter unter der Marke der Hello bank! Österreich fortgeführt, ehe es nach einem Rebranding unter der Marke easybank weitergeführt wird.)[36]

### Deutschland
- Südwestbank (100 %, 2017 erworben)
- start:bausparkasse in Deutschland  (100 %, 2017 erworben, bis Januar 2019 Deutscher Ring Bausparkasse)
- BFL Leasing GmbH mit Hauptsitz in Eschborn  (97,44 %, 2018 von der BFL Gesellschaft des Bürofachhandels mbH & Co. KG erworben)[37]
- Health AG (eigentlich  Health Coevo AG) mit Sitz in Hamburg[38] (100 %, 2018 von EOS Gruppe erworben, vorher EOS Health Honorarmanagement AG)[39]

### Schweiz
- Zahnärztekasse AG mit Sitz im schweizerischen Wädenswil (100 %, 2018 von EOS Gruppe erworben)[39]

### Irland
- Depfa Bank (100 %, am 19. November 2021 von der FMS Wertmanagement erworben)[40][41]

Ehemalige Beteiligungen:
- Oesterreichische Nationalbank (11,9 %; am 2. Mai 2006 wurde bekanntgegeben, dass die BAWAG ebenso wie der ÖGB ihre Anteile an der Oesterreichischen Nationalbank an die Republik Österreich übertragen)
- MKB, Ungarn (die Beteiligung von 10 % an der MKB stand wegen Auflagen der EU zum Verkauf; verkauft bis Februar 2014)[42][43]
- Österreichische Lotterien (rund ein Drittel, 2007 an die Casinos Austria verkauft)[44]
- Bösendorfer, Klavierhersteller (100 %), verkauft an Yamaha (Dez. 2007)
- Istrobanka, Slowakei (verkauft im März 2008 an KBC)[45]
- BAWAG Bank, Tschechische Republik (verkauft im April 2008 an Landesbank Baden-Württemberg)[46]
- BAWAG banka, Slowenien (2012 auf die BAWAG PSK verschmolzen)[47]
- BAWAG International Finance, Irland (2009 liquidiert)[48]
- Stiefelkönig, Schuhhandelskette

## Aktionärsstruktur
| Aktionäre                                       | Anteile  |
| ----------------------------------------------- | -------- |
| Streubesitz                                     | 71,98 %  |
| GoldenTree Asset Management LP                  | 12,06 %  |
| T. Rowe Price International Ltd.                | 5,61 %   |
| T Rowe Price International Value Equity Fund    | 2,31 %   |
| Mainfirst Sicav – Top European Ideas Fund       | 1,92 %   |
| Government Pension Fund – Global (the)          | 1,87 %   |
| T Rowe Price International Discovery Fund       | 1,55 %   |
| TM Crux OEIC – European Special Situations Fund | 1,35 %   |
| Freefloat                                       | 98,65 %  |
| BAWAG Group AG                                  | 1,35 %   |
| Gesamt                                          | 100,00 % |

Stand: November 2020